# Галло Кассарино, Матиас
Матиас Галло Кассарино (итал. Mathias Gallo Cassarino; род. 19 декабря 1992, Венария-Реале, Пьемонт) — итальянский спортсмен, выступающий в тайском боксе. В настоящее время он имеет звание чемпиона мира WPMF 135 lbs.

## Биография
Матиас начал заниматься профессиональным тайским боксом (5 раундов по 3 минуты с локтем) в 12 лет. Его первый бой проходил в Таиланде против тайского противника 15 августа 2005. В 17 лет, он выиграл Золотую Медаль «57 кг Junior» в WMF Championship. В 2009 выиграл бронзовую медаль в I.F.M.A. World Muaythai Amateur Championships в Бангкоке в категории Junior 60 кг Junior. В 18 лет в «Lumpinee Stadium» в Бангкоке выиграл нокаутом против тайского бойца.
Матиас также соглашается бороться в разных сферах бокса, как в иранской борьбе, дзюдо и карате.

## Титулы
- Prince Cup trophy — Бангкок (Таиланд)
- 2015 Max Muay Thai Silver Tournament Champion (-62 kg)
- 2013 WPMF World Champion (135 lbs)
- 2013 WBC Muay Thai International Champion (130 lbs)
- 2013 N°10 WBC Muay Thai World Ranking (130 lbs)
- 2012 Revolution Australian Champion (59 kg)
- 2011 Prachuap Kirikan Province Champion (125 lbs)
- 2010 WMC Muay Thai Against Drugs World Champion (58 kg) — Queen’s Cup
- 2010 WMF Gold Medal (57 kg)
- 2009 IFMA Bronze Medal (60 kg)

- WBC Muay Thai Official Ranking Архивная копия от 14 апреля 2019 на Wayback Machine
- WPMF Official Ranking Архивная копия от 25 декабря 2013 на Wayback Machine
- Official Team Website Архивная копия от 25 декабря 2013 на Wayback Machine